# Andrzej Dziembowski
Andrzej Stanisław Dziembowski (ur. 23 grudnia 1974) – polski biolog molekularny, biochemik i genetyk.

## Życiorys
W okresie szkolnym stypendysta Krajowego Funduszu na rzecz Dzieci. W 1997 ukończył międzywydziałowe indywidualne studia matematyczno-przyrodnicze na Uniwersytecie Warszawskim. W 2003 doktoryzował się na Wydziale Biologii Uniwersytetu Warszawskiego na podstawie pracy Rola degradosomu mitochondrialnego w obróbce i degradacji RNA w mitochondriach drożdży Saccharomyces cerevisiae napisanej pod kierunkiem Piotra Stępnia. W latach 2002–2006 przebywał na stypendium w Centre national de la recherche scientifique. od 2006 pracuje w Instytucie Genetyki i Biotechnologii Uniwersytetu Warszawskiego, gdzie kieruje Pracownią Biologii RNA i Genomiki Funkcjonalnej, od 2009 także w Instytucie Biochemii i Biofizyki PAN, gdzie jego pracownia jest afiliowana. W 2009 otrzymał stopień doktora habilitowanego, w 2014 tytuł profesora nauk biologicznych.
Zajmuje się analizą metabolizmu RNA w organizmach eukariotycznych.
W 2013 został odznaczony Krzyżem Kawalerskim Orderu Odrodzenia Polski. W tym samym roku otrzymał:
- Nagrodę Narodowego Centrum Nauki za odkrycie mechanizmu działania głównej rybonukleazy organizmów eukariotycznych – kompleksu egzosomu oraz poznanie funkcji genu C16orf57, którego mutacje powodują poikilodermę z neutropenią[7]
- oraz przyznawaną przez Polskie Towarzystwo Biochemiczne, Nagrodę im. Jakuba Karola Parnasa za pracę naukową C16orf57, a gene mutated in poikiloderma with neutropenia, encodes a putative phosphodiesterase responsible for the U6 snRNA 3' end modification[8]

W 2018 został uhonorowany przyznaniem Nagrody Fundacji na rzecz Nauki Polskiej za wyjaśnianie funkcji kluczowych enzymów degradujących RNA, których zaburzenia prowadzą do stanów patologicznych.
Był członkiem Akademii Młodych Naukowców Polskiej Akademii Nauk w kadencji 2011-2016.  W 2020 r. został członkiem korespondentem PAN, a w 2022 członkiem Academia Europaea.
Jest synem astrofizyka prof. Wojciecha Dziembowskiego i Anny Dziembowskiej, z domu Jaśkowskiej. Jego bratem jest Stefan Dziembowski.